# 小行星2959
小行星2959（2959 Scholl）是一颗围绕太阳公转的小行星。1983年9月4日，愛德華·鮑威爾在可可尼诺县发现了此天体。
該小行星以德國天文學家漢斯·蕭爾命名。
这颗小行星的绝对星等为284.94290等。